# Insulcus puncticulosus
Insulcus puncticulosus är en stekelart som beskrevs av Wang 2001. Insulcus puncticulosus ingår i släktet Insulcus och familjen brokparasitsteklar. Inga underarter finns listade i Catalogue of Life.